# 九重葛属

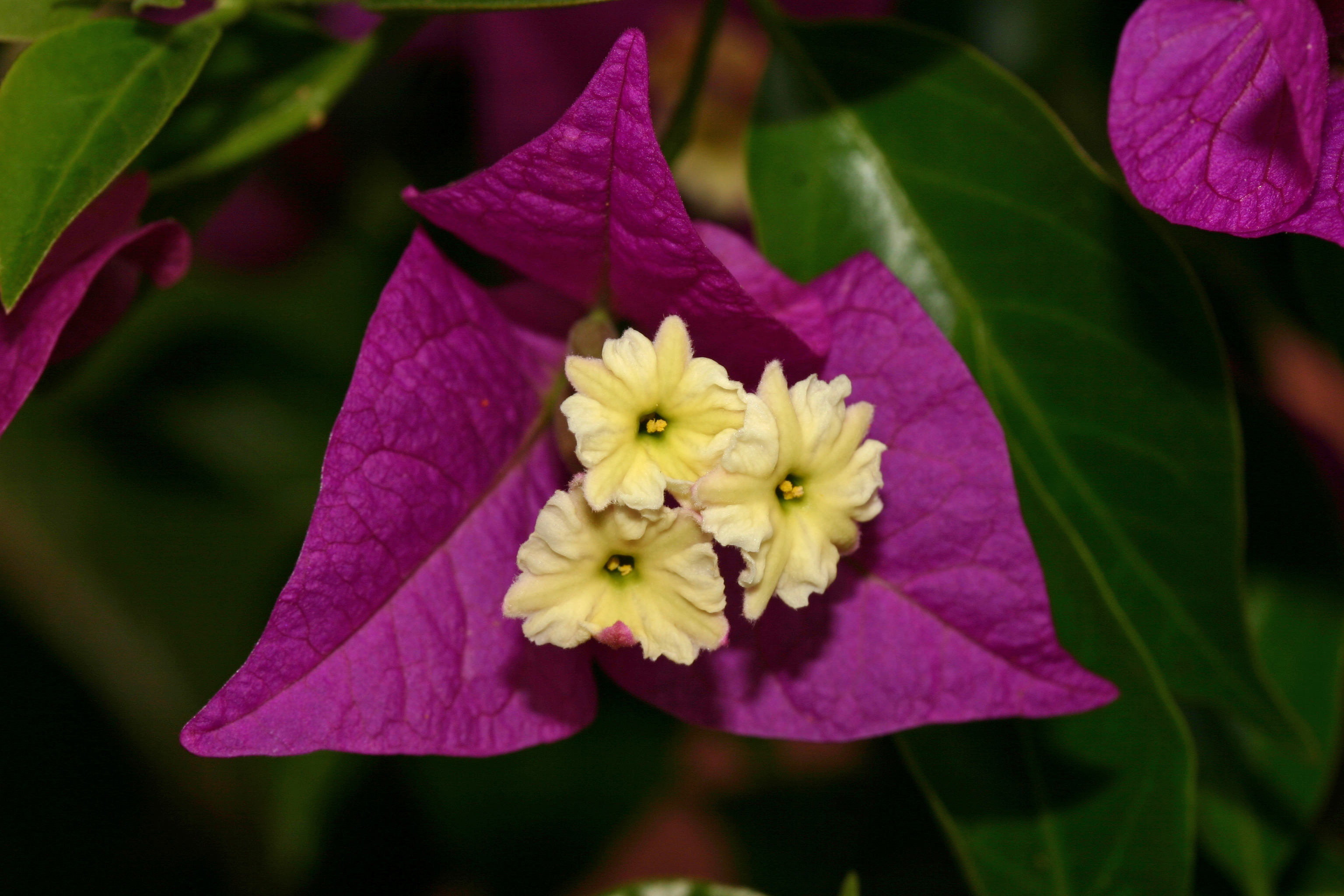
九重葛的花三朵叢生，非常小而且不明顯

叶子花属（學名：Bougainvillea）通称叶子花、九重葛、三角梅、簕杜鵑、毛宝巾、南美紫茉莉等，属于石竹目紫茉莉科植物，为常绿木质藤本或灌木，原產於秘魯、阿根廷、巴西等南美地区。茎上具有弯刺，并密生绒毛。葉全緣，互生，呈廣卵形或橢圓狀披針形，长5－10公分，有绒毛品種與無毛品種。花期很长(主要花期為11月到翌年3月)，温暖地区可长年开花，花位於大而且色彩鮮豔的包叶（花苞）之中，花朵较小，白色、黃色或黄绿色，三朵聚生，包叶是它的主要观赏部分。
叶子花是中國大陸廣東省深圳市、珠海市、惠州市，江门市、福建省厦门市、海南省三亚市和广西壮族自治区梧州市的市花，台灣台北市內湖區的區花、屏東縣的縣花，也是過去的連江縣的縣花、日本那霸市的市花。其中，深圳市在每年秋季都会举办盛大的叶子花花展，名为“深圳市花展”。

## 概要
叶子花原產於中南美洲，學名是根據法國海軍上將及探險家路易斯·安東尼·布干維爾1768年在巴西的發現而命名。叶子花的花色非常豐富，種類有很多，大致上可分為單瓣、重瓣以及斑葉等品種。花苞大而明顯，多彩而鮮豔，但是花卻很小而不顯著，並且通常是無花瓣居多，三朵花併為一叢聚生，所以亦稱三角梅。一般我們所見到有多彩的顏色並非其花或花瓣，而是「苞片」。強勁的生命力以及花朵叢生的姿態，博得了「熱情、熱心」的花語。
苞片相當的薄如紙片一般，所以也有「紙花」（Paper Flower）之稱。花的姿態自下由上生長，能有多層花簇，所以又稱「九重葛」。並沒有很明顯的花瓣，小花為小漏斗的形狀，是其花被，是個保護花蕊的組織，這是跟一般比較原始的植物很類似的地方。如果將花被剝開，可見到內有七、八枚雄蕊與一枚雌蕊，雖然有少部份會結種子，不過絕大部份都不會結果，所以繁殖方法還是以扦插繁殖法為主。
台灣部分說台語的民眾稱九重葛為「刺仔花」（tshì-á-hue）、「三角梅」（sann-kak-muî），也有人說「かずら」（kazura），後者是源自九重葛的日語「九重葛」的「葛」的發音。

## 栽培
叶子花引進亞洲已經有很久的歷史，一般大多是使用於綠籬、盆栽、庭園花木、花廊、花牆、蔭棚等美化環境的用途。此花性喜高溫環境，在陽光充足排水良好的地方花就能開得很茂盛，如果在蔭溼會造成枝條徒長不易開花。生長快速，易於栽培，枝條也相當有韌性，耐於修剪，時常能看見有人將他剪成動物、雲朵等各種形狀。改良品種也相當多，早期品種都只適合大型庭院的盆栽為主，後來也有小型盆栽的出現。九重葛有其生長旺季的夏天，會生長出長枝，由於長枝會消耗九重葛大量的養分，同時也會破壞九重葛原株型，所以應該速剪除。一般促進開花的手法，製造一個乾溼交替的環境，可促使九重葛大量開花。原本品種在嫩莖上有刺，也有改良為無刺的品種。花色更是多彩多姿，紅、粉紅、白、紫、橙、黃等顏色以外，也有一株雙色或一株多色的品種出現市面。

## 藝廊

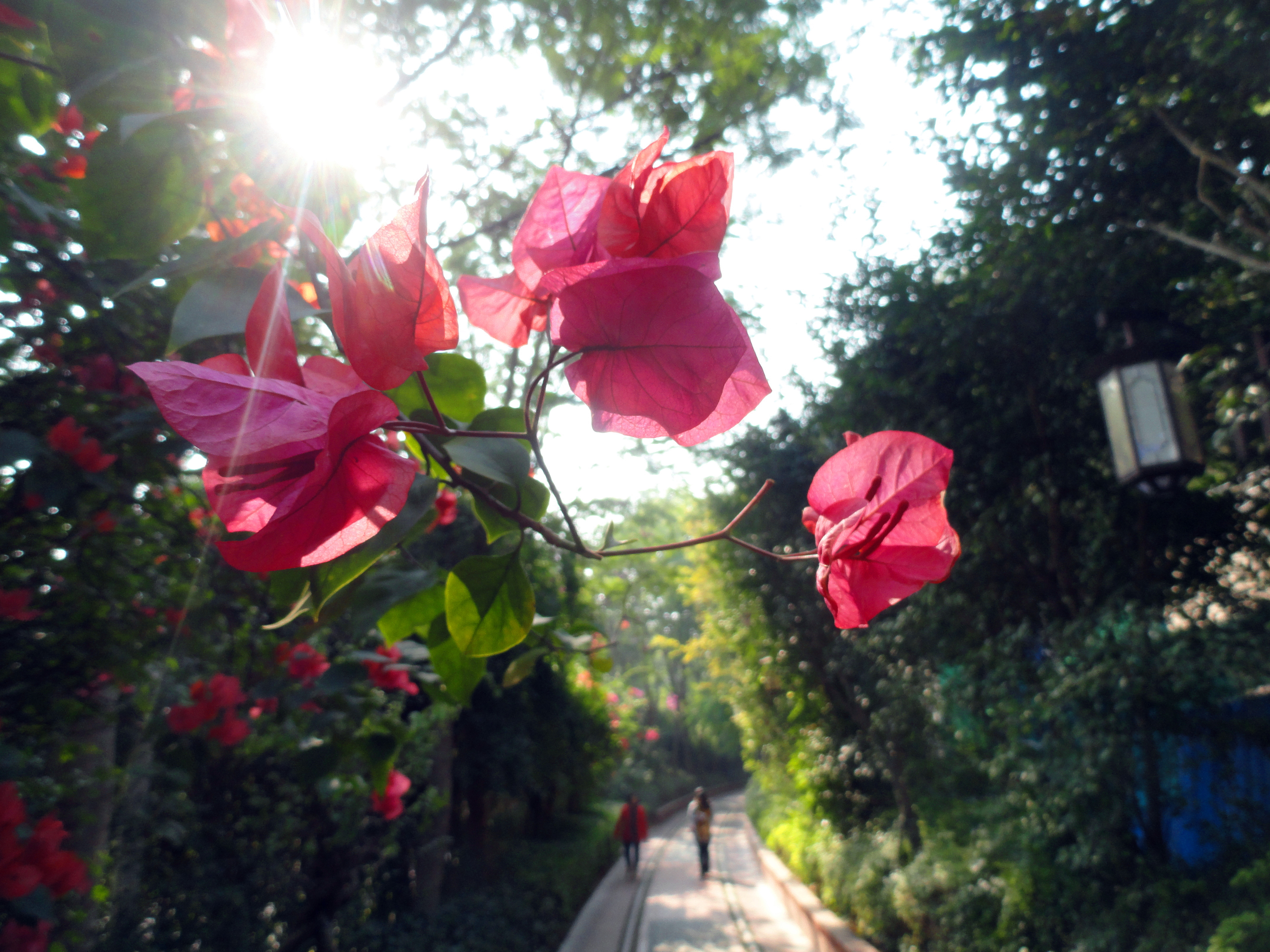
厦门市拍摄的三角梅
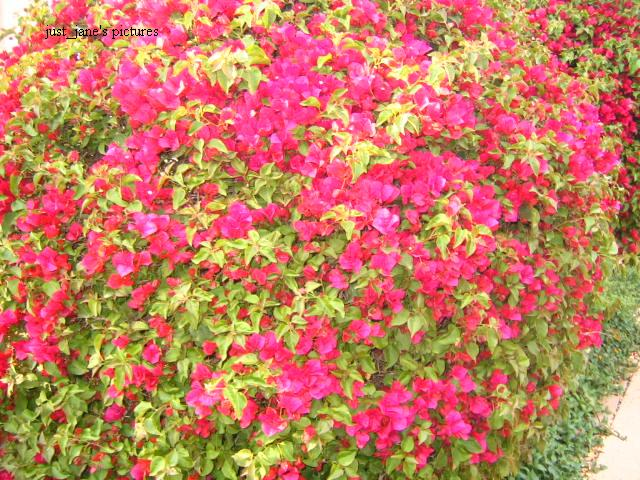
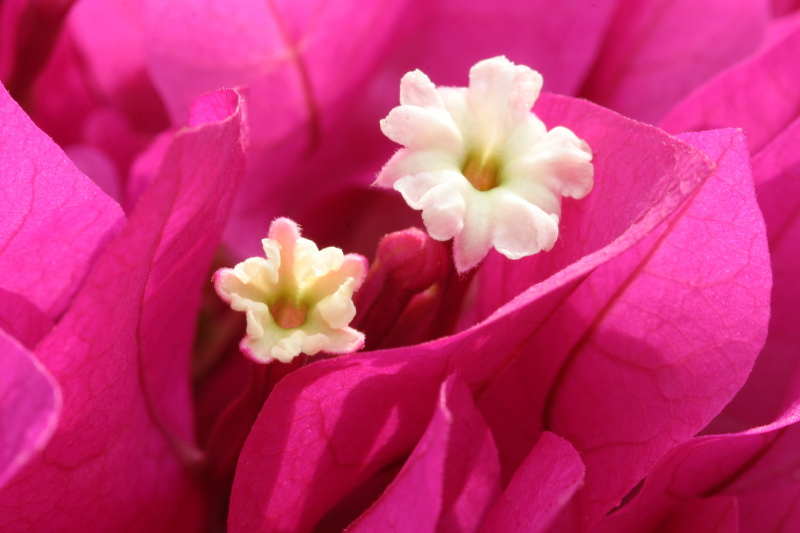
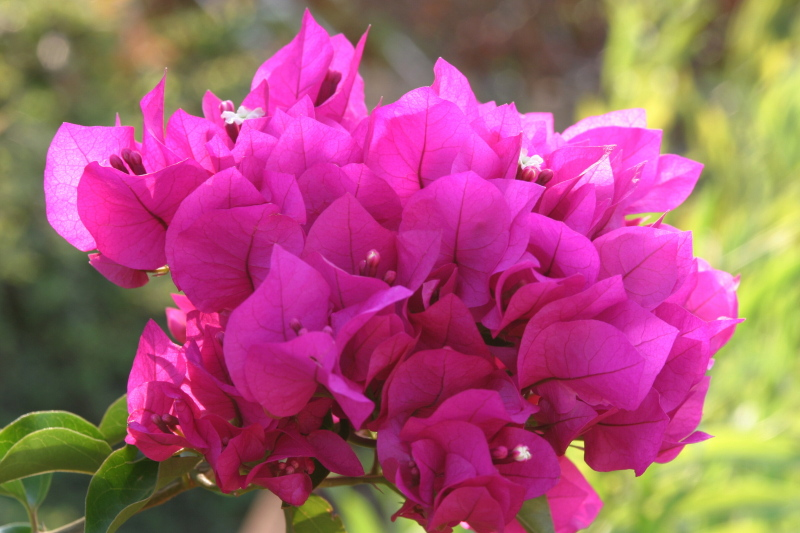
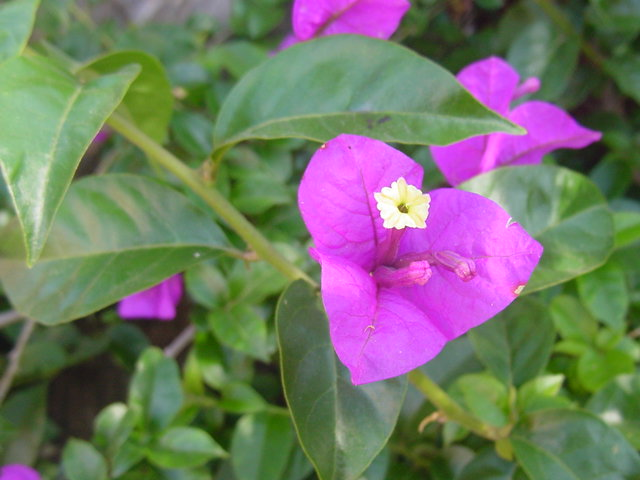
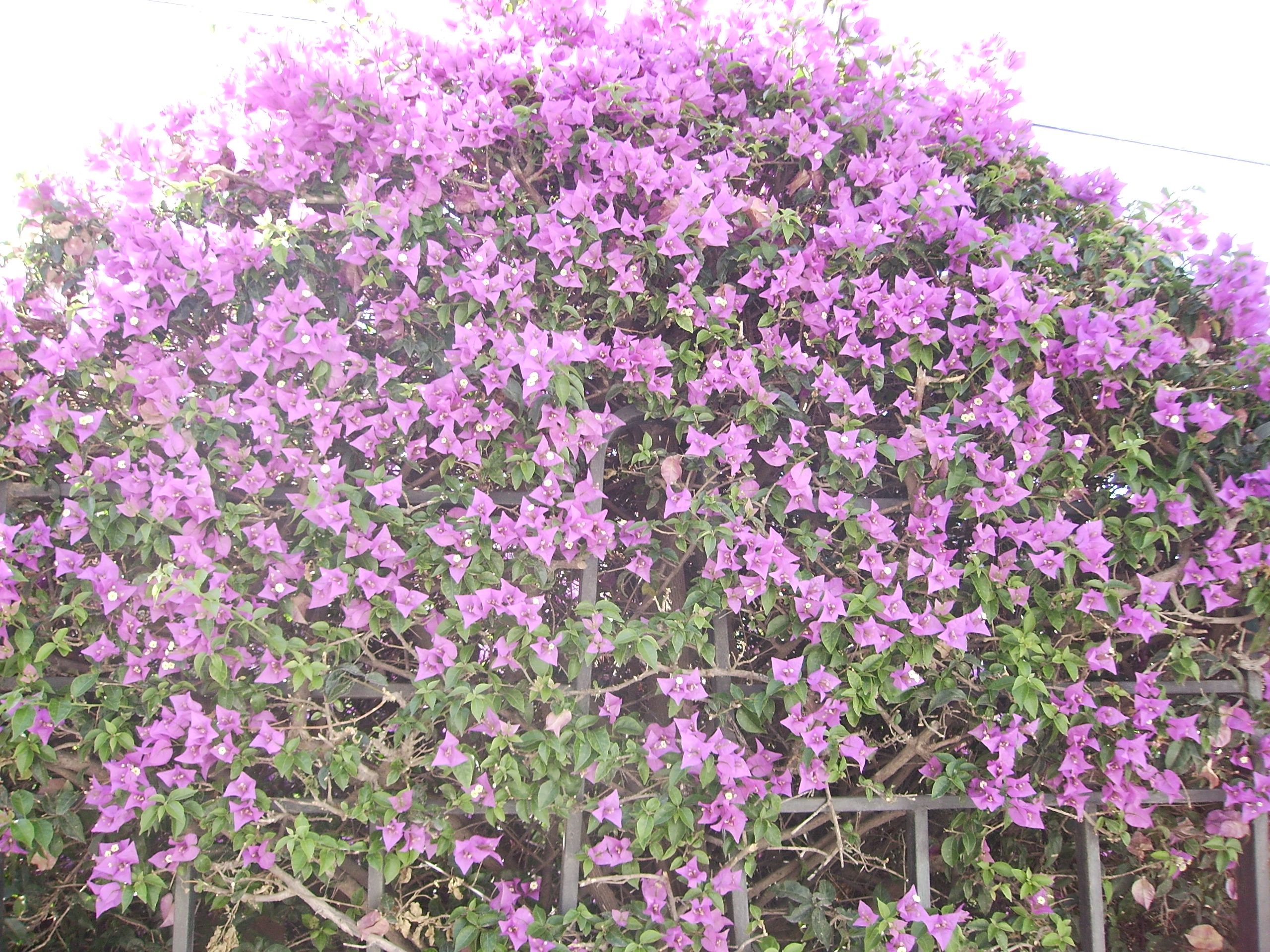
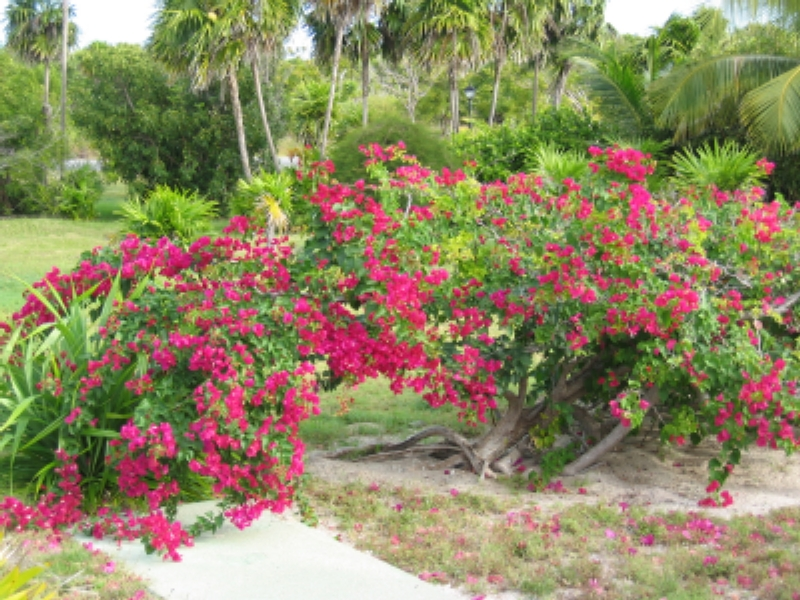
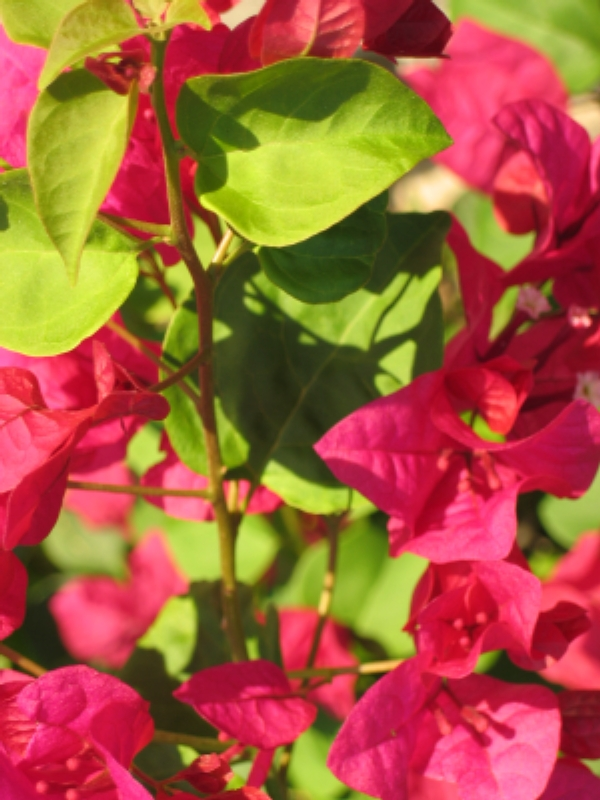
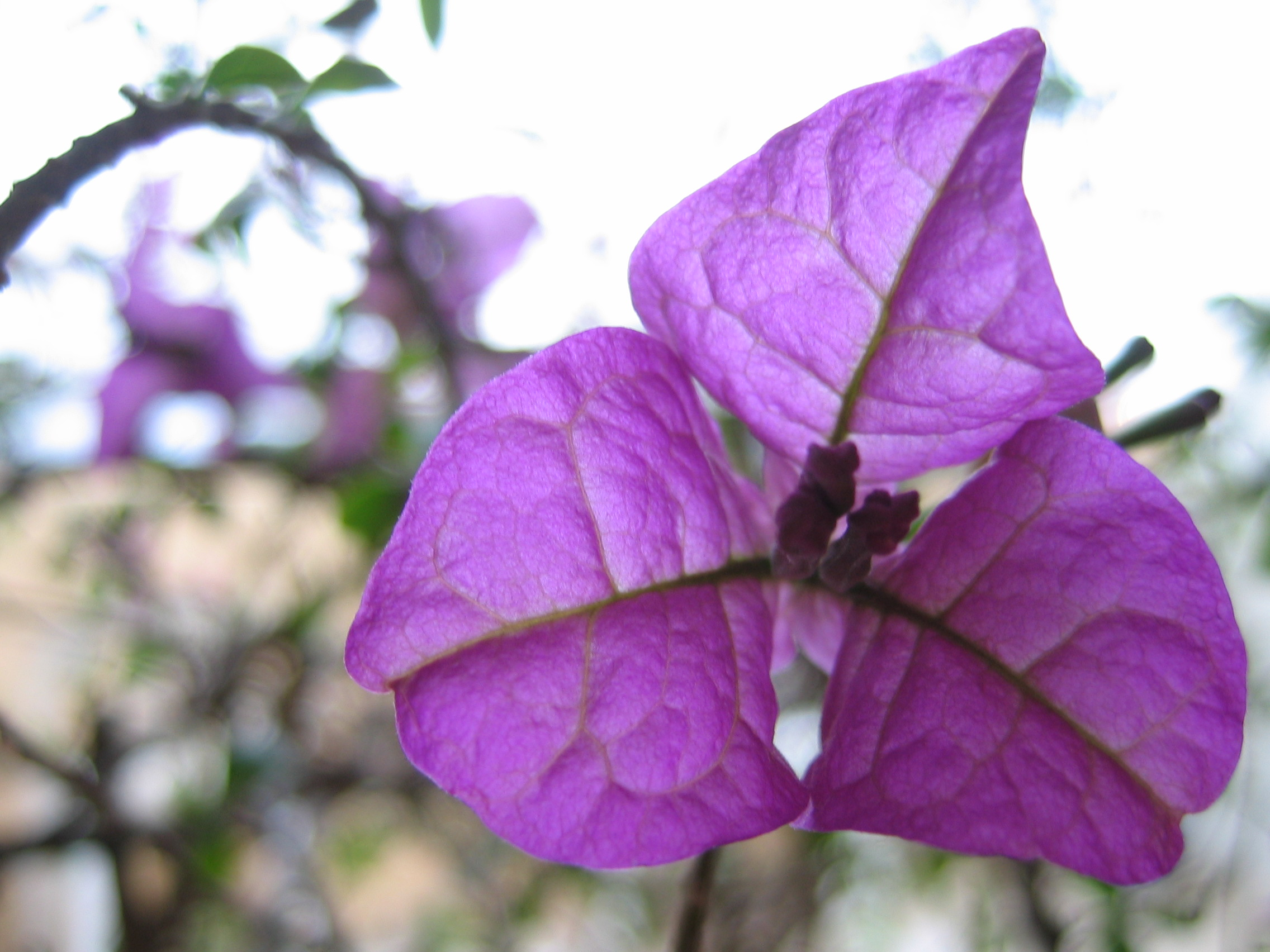
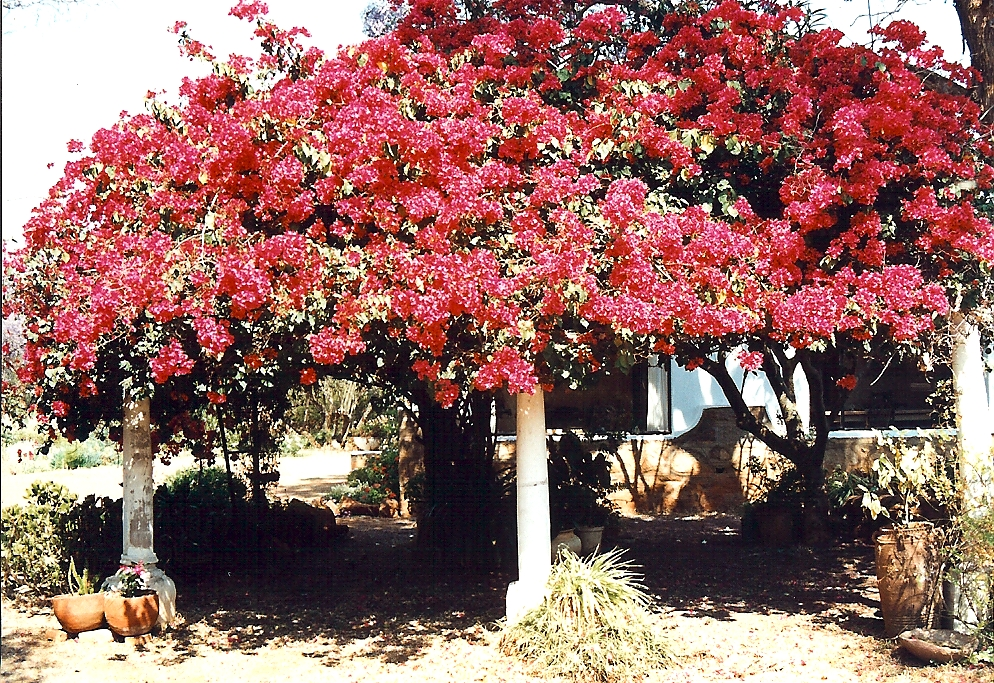
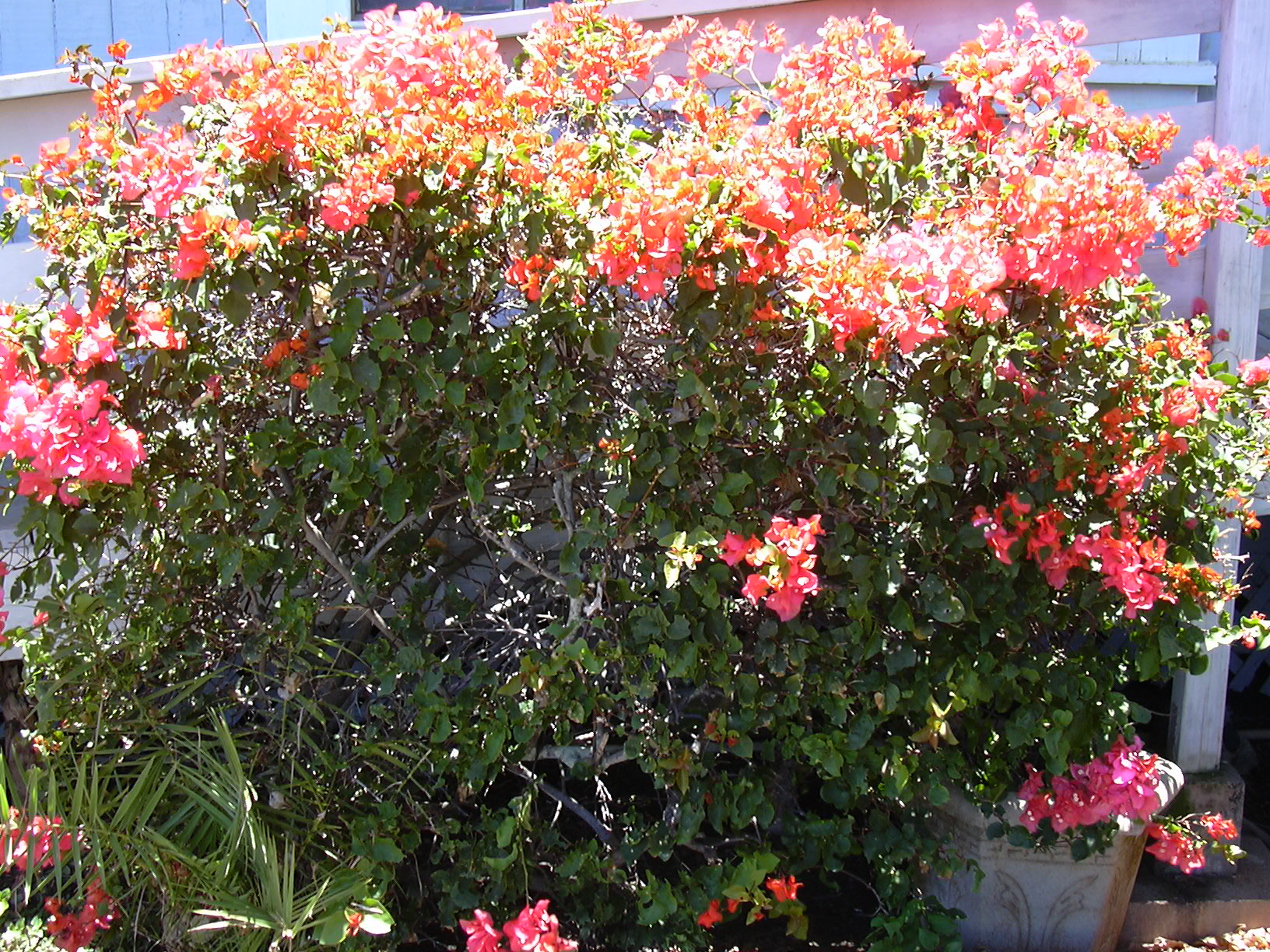
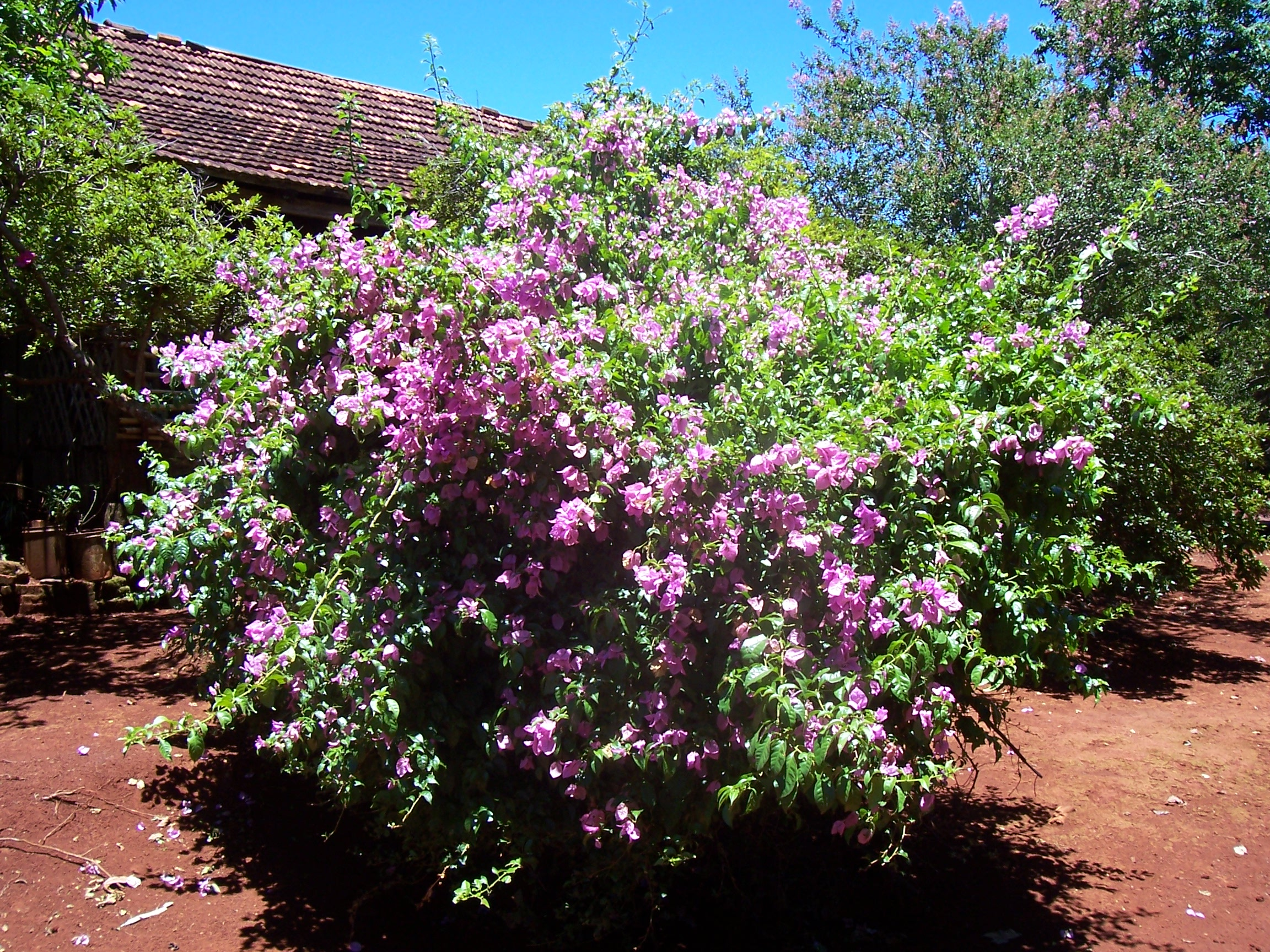
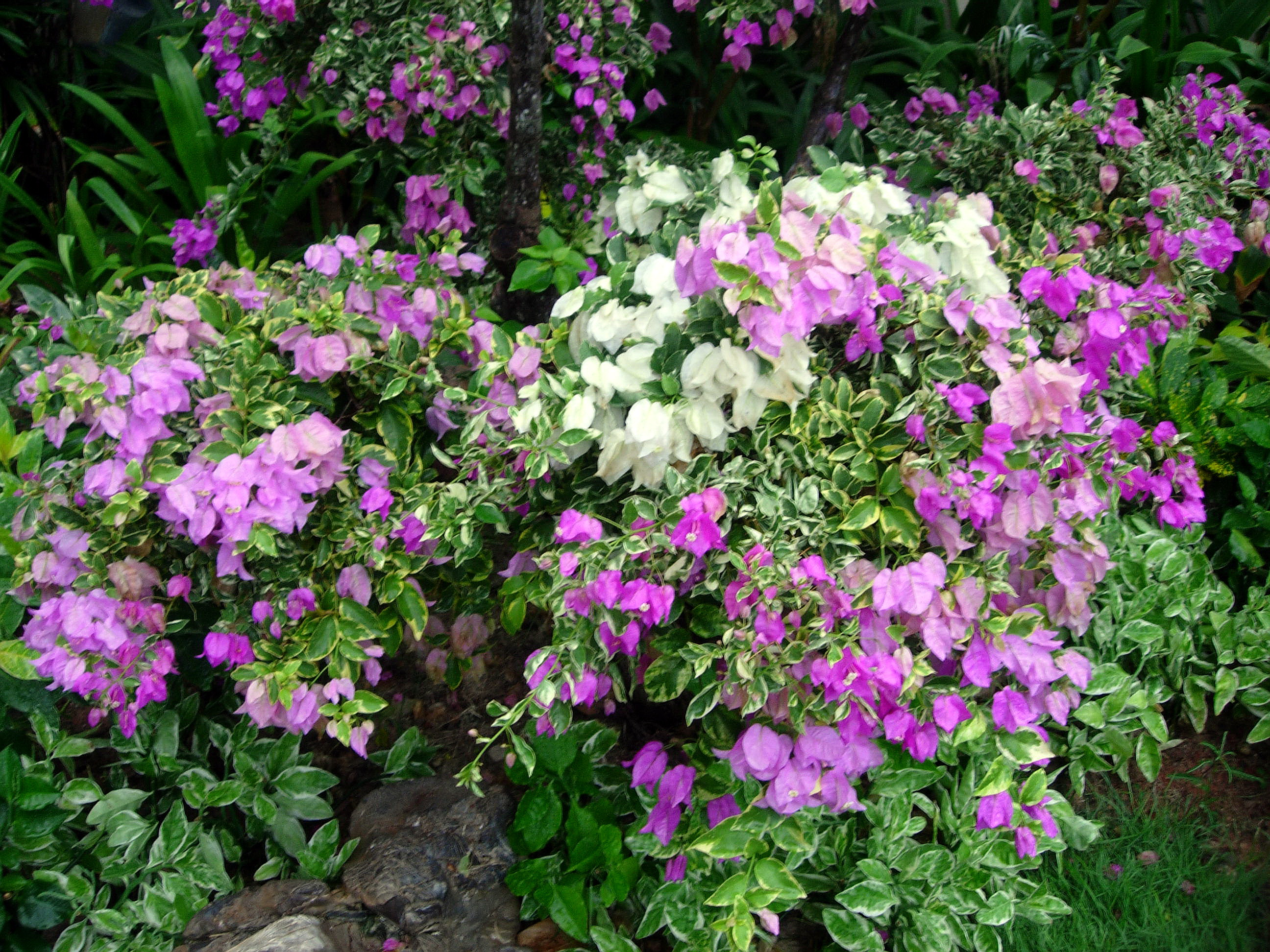
两色叶子花
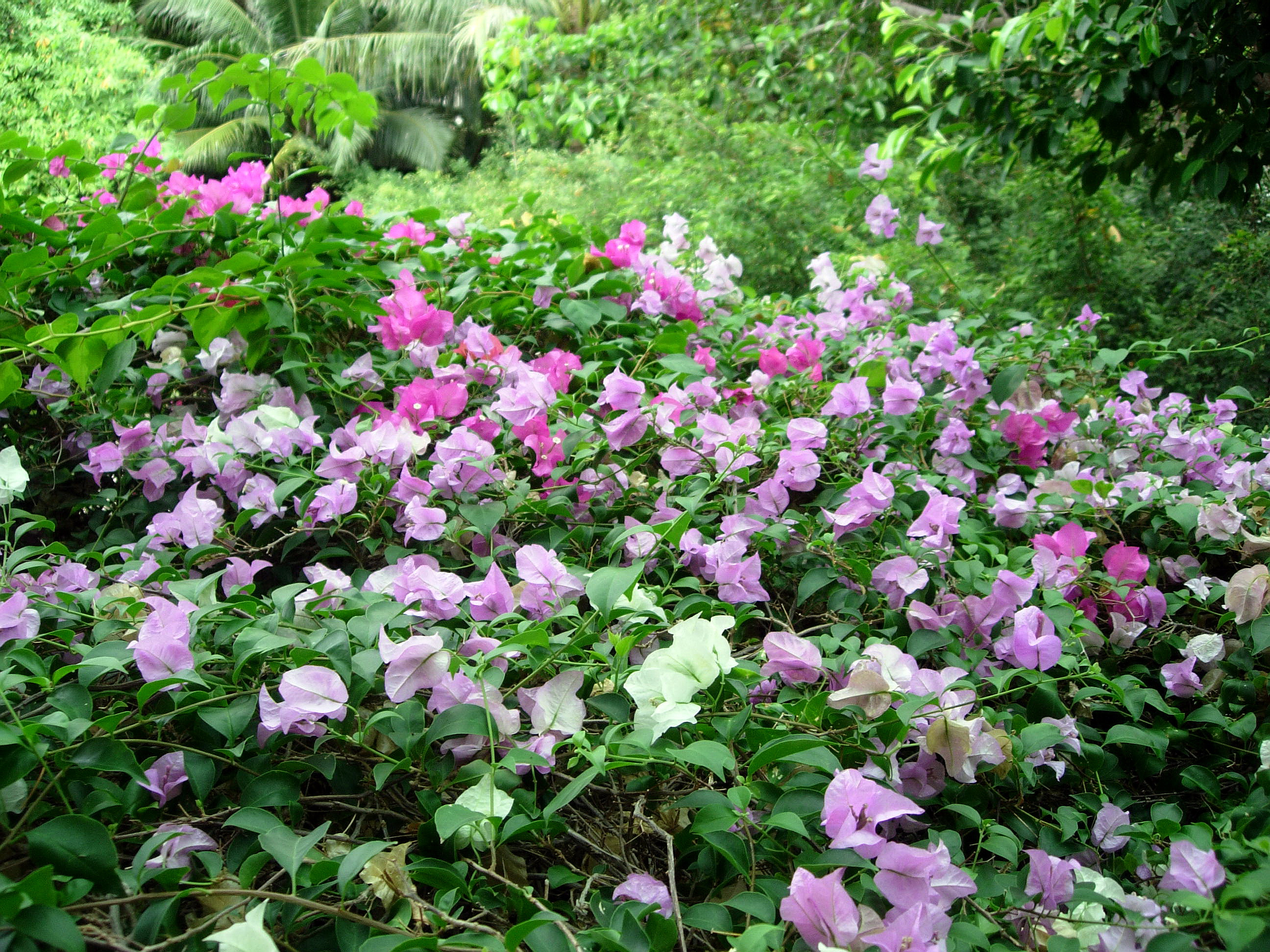
三色叶子花
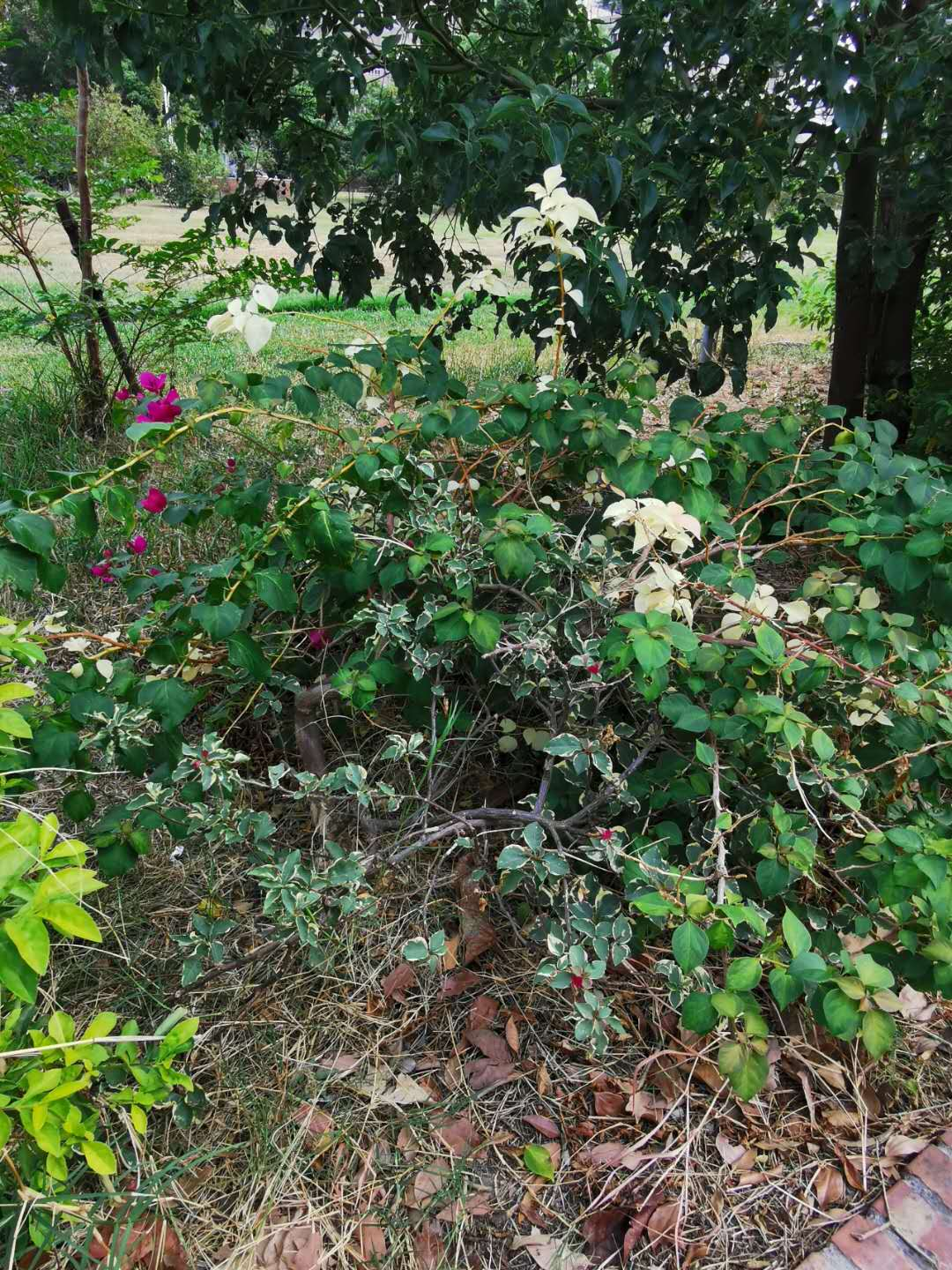
三葉色九重葛：白色、綠色、斑紋
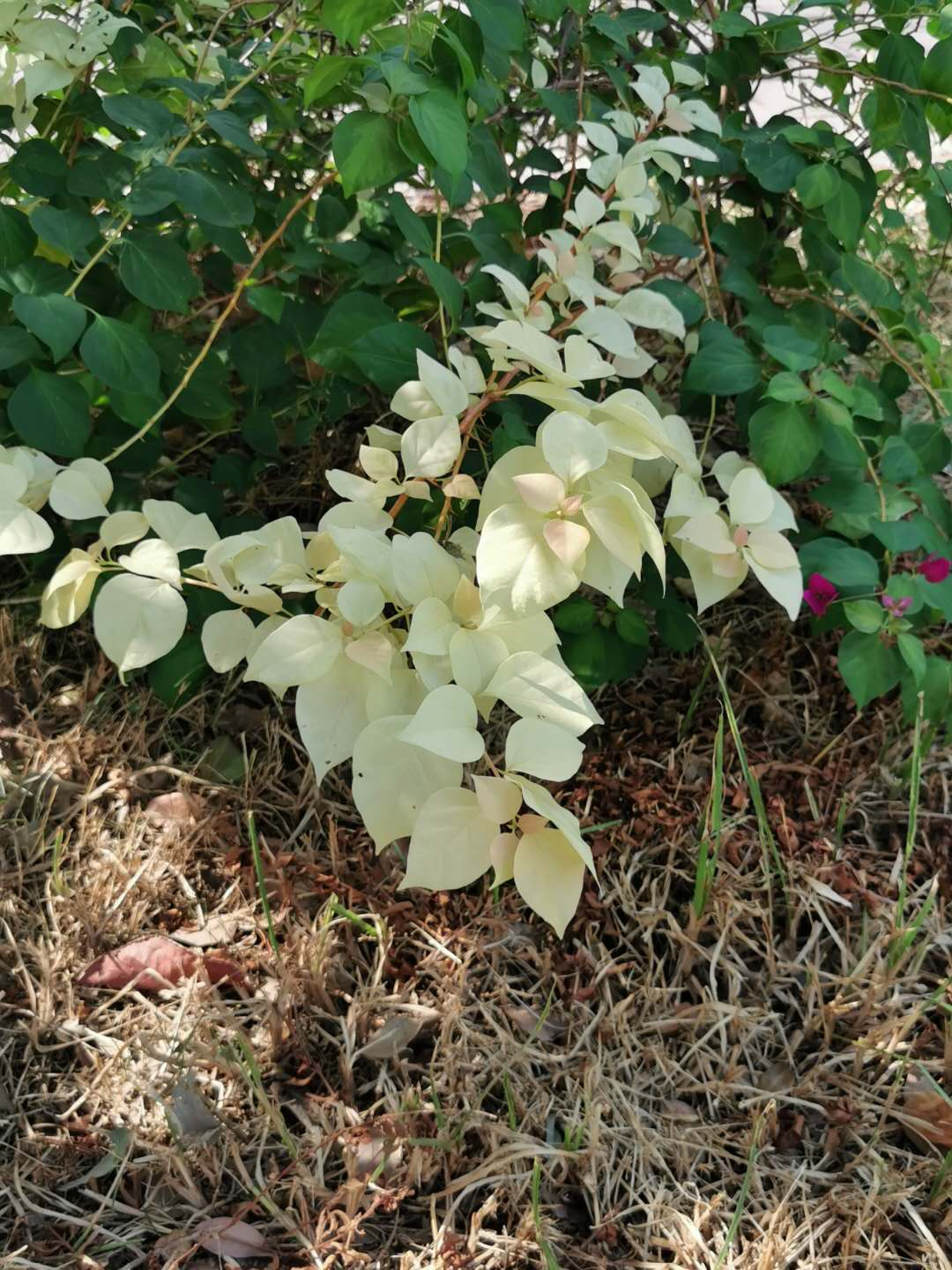
三葉色九重葛的白色葉片